# Байдак, Дмитрий Тихонович
Дмитрий Тихонович Байдак (род. 1966, Пермь, СССР) — русский поэт.

## Биография
1983 — окончил школу-десятилетку. Армейскую службу проходил на космодроме «Байконур».
1986 — поступил на юридический факультет Пермского госуниверситета.
1987 — участвовал в экологическом движении, в связи с чем был вынужден покинуть университет.
Участвовал в различных политизированных или «неформальных» движениях. Был членом партии Демократический Союз.
1991 — оставил политическую деятельность.
В конце 1980 — первые пробы пера: член общества Детей капитана Лебядкина (ОДЕКАЛ), ныне несуществующего. Публиковался в изданиях ОДЕКАЛ под редакцией В. Кальпиди.
1993 — переехал на ПМЖ в государство Израиль, состоит членом Клуба тель-авивских литераторов. Пренебрежительно высказывался о научной деятельности выдающегося русского филолога-стиховеда Михаила Леоновича Гаспарова, за что был выведен комическим персонажем в острой сатире известного современного русского поэта США Григория Аркадьевича Марговского.
Представлен в антологии «Освобожденный Улисс» (составитель Дмитрий Кузьмин). Вошёл в книгу «Антология поэзии. Израиль 2005», как  автор и один из её составителей.
Является одним из авторов и литературным консультантом интернет-электронного проекта «Пермская поэтическая школа».